# Jace Jung
Jace Andrew Jung (San Antonio, Texas, 4 de octubre de 2000), más conocido como Jace Jung, es un jugador profesional estadounidense de béisbol que se desempeña en la posición de tercera base en Detroit Tigers, equipo de las Grandes Ligas de Béisbol (MLB).

## Carrera
En 2024, Jung hizo su debut en la MLB con el equipo Detroit Tigers, donde lleva jugando una temporada.